# فيليكس جاكسون
فيليكس جاكسون (بالإنجليزية: Felix Jackson؛ بالألمانية: Felix Jackson) هو كاتب سيناريو ومنتج أفلام أمريكي وألماني، ولد في 5 يونيو 1902 في هامبورغ في ألمانيا، وتوفي في 7 ديسمبر 1992 في وودلاند هيلز، كاليفورنيا في الولايات المتحدة.

## وصلات خارجية
- فيليكس جاكسون على موقع IMDb (الإنجليزية)
- فيليكس جاكسون على موقع ألو سيني (الفرنسية)
- فيليكس جاكسون على موقع أول موفي (الإنجليزية)
- فيليكس جاكسون على موقع أول موفي (الإنجليزية)
- فيليكس جاكسون على موقع قاعدة بيانات الأفلام السويدية (السويدية)
- فيليكس جاكسون على موقع قاعدة بيانات الفيلم (الإنجليزية)
- فيليكس جاكسون على موقع كينوبويسك (الروسية)